# NSB Di 2
Тепловоз NSB Di 2 — тепловоз с гидромеханической передачей, выпускавшийся с 1954 по 1973 год концерном Krupp по заказу Norges Statsbaner.
Первая партия тепловозов в количестве 8 секций была построена в 1954—1957 гг. Первые шесть тепловозов строились на заводе Maschinenbau Kiel в городе Киль (Германия) и ещё два тепловоза собраны были в 1957 году на заводе Thune в Осло. У всех этих восьми тепловозов были шестицилиндровые дизели MaK мощностью 423 кВт.
С 1961 года компания Bergen Diesel разработала новый дизельный двигатель для этого тепловоза, имевший турбонаддув и большую мощность, и Thune вновь начала выпуск тепловозов, всего тепловозов второй серии было выпущено 46 ед.
Тепловоз имеет капотную компоновку. Дизельный двигатель и гидропередача расположены под капотом. Кабина машиниста сдвинута.
Первый из тепловозов был списан в 1981 году, но массовая эксплуатация тепловозов продолжалась до 2005 года. И ныне два тепловоза несут службу в аварийном поезде при тоннеле, связывающем Осло и Лилестром. Четыре тепловоза этой серии сохраняются в музеях: № 817 в техническом музее Бергена (no), № 827 в норвежском железнодорожном клубе, № 833 в норвежском железнодорожном музее, № 848 в парке железнодорожной линии, соединяющей Кристиансанн и Бугландсфьёрд (норв. Byglandsfjord).
Два тепловоза снимались для детского шоу Sesame Station.